# 박금래
박금래(朴今來, 1949년 9월 26일 ~ 2020년 9월 22일)은 대한민국의 제10·11대 전라남도의원이고, 제4·5·6대 전라남도 고흥군의원이었다. 그러다 임기 도중 지병으로 인하여 사망하였다. 장례는 전라남도의회(葬)으로 거행되었다.

## 경력
- 도덕국민학교 졸업
- 고흥도덕중학교 졸업
- 광주농업고등학교 졸업

- 도덕중앙초등학교 교사
- 고흥군 수산업협동조합 근무
- 녹동체육동우회장
- 녹동선후회 자율방범 자문위원
- 도양읍 체육회 이사
- 광주지방검찰청 순천지청 예방위원
- 광주지방검찰청 순청지원 민가사 조정위원
- 전남도청이전반대 광주·전남통합추진위원회 상임집행위원
- 민주평화통일자문회의 자문위원
- 1997년 대통령 선거 새정치국민회의 전남도당 고흥군 지구당 환경분과위원장
- 새천년민주당 전남도당 고흥군 지구당 지도위원
- 새천년민주당 전남도당 고흥군 지역위원회 상무위원
- 2002.07 ~ 2006.06 제4대 전라남도 고흥군의회 의원
- 고흥군 도시계획위원회 위원
- 고흥군 보상위원회 위원
- 고흥군 사회단체보조금 심의위원
- 고흥군 농정심의위원
- 고흥군의회 예산결산위원회 위원
- 고흥군 예산결산검사 대표위원
- 2004.07 ~ 2006.06 제4대 전라남도 고흥군의회 후반기 총무위원회 위원장
- 2006.07 ~ 2010.06 제5대 전라남도 고흥군의회 의원
- 2006.07 ~ 2008.07 제5대 전라남도 고흥군의회 전반기 예산결산특별위원회 위원장
- 2008.07 ~ 2010.06 제5대 전라남도 고흥군의회 후반기 예산결산특별위원회 위원
- 2010.07 ~ 2014.06 제6대 전라남도 고흥군의회 의원
- 2010.07 ~ 2012.07 제6대 전라남도 고흥군의회 전반기 부의장
- 2012.07 ~ 2014.06 제6대 전라남도 고흥군의회 후반기 의장
- 2014.07 ~ 2018.06 제10대 전라남도의회 의원
- 2014.07 ~ 2016.07 제10대 전라남도의회 전반기 농림해양수산위원회 위원
- 2014.07 ~ 2016.07 제10대 전라남도의회 전반기 예산결산특별위원회 위원
- 2016.07 ~ 2018.06 제10대 전라남도의회 후반기 농림해양수산위원회 위원
- 제10대 전라남도의회 조선산업위기대책특별위원회 위원
- 더불어민주당 전국농어민위원회 부위원장
- 2018.07 ~ 2020.09 제11대 전라남도의회 의원
- 2018.07 ~ 2020.07 제11대 전라남도의회 전반기 의장
- 2020.07 ~ 2020.09 제11대 전라남도의회 후반기 안전건설소방위원회 위원

## 수상
- 2012 대통령 표창 민주평화통일자문회의 수상
- 2017 제4회 의정대상

## 역대 선거 결과
|  | 43.94% |

|  | 55.07% |

|  | 17.73% |

|  | 25.29% |

|  | 0% |

|  | 55.99% |

## 참고 자료
- 박금래 - 네이버 인물검색
- 박금래 - 다음 인물검색